# Kostel Notre-Dame-de-l'Assomption (Saint-Chély-du-Tarn)
Kostel Notre-Dame-de-l'Assomption de Saint-Chély-du-Tarn je římskokatolický románský kostel nalézající se ve vesnici Saint-Chely-du-Tarn v soutěsce Gorges du Tarn asi 4 km jihozápadně od městečka Sainte-Enimie ve francouzském departementu Lozère.

## Historie
Románský kostel byl vybudován na přelomu 11. a 12. století. Kostel byl podřízený převorství Sainte-Enimie. První písemná zmínka o kostele je v listině z roku 1155. Kostel je od 5. prosince 1984 chráněn jako kulturní památka Francie.

## Popis
Kostel má obdélníkový půdorys s jednoduchou lodí se soudkovitou klenbou, která pokračuje na východě velmi krátkým chórem, pětibokou apsidou se soudkovitou klenbou a dvěma krátkými bočními kaplemi tvořícími transept, na jihu a severu. Třetí kaple byla zřejmě přistavěna později. V lodi spočívá klenba nad dvoukřídlým vchodem v prvním poli na dvou románských sloupech s korintskou hlavicí. Klenba apsidy nasedá na pět půlkruhových oblouků s románskými sloupy s korintskou hlavicí.

## Galerie

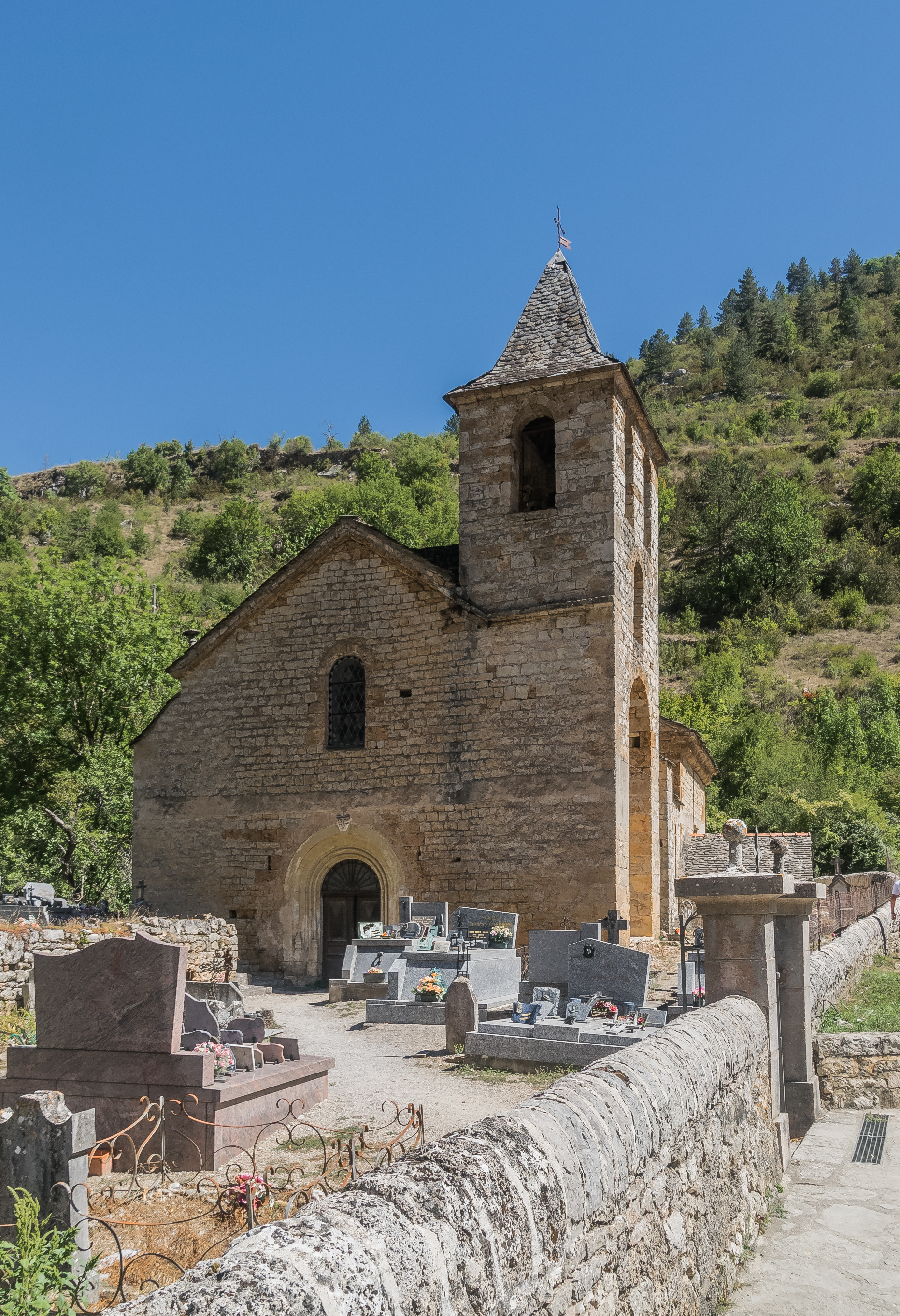
Kostel Notre-Dame-de-l'Assomption (Saint-Chély-du-Tarn)
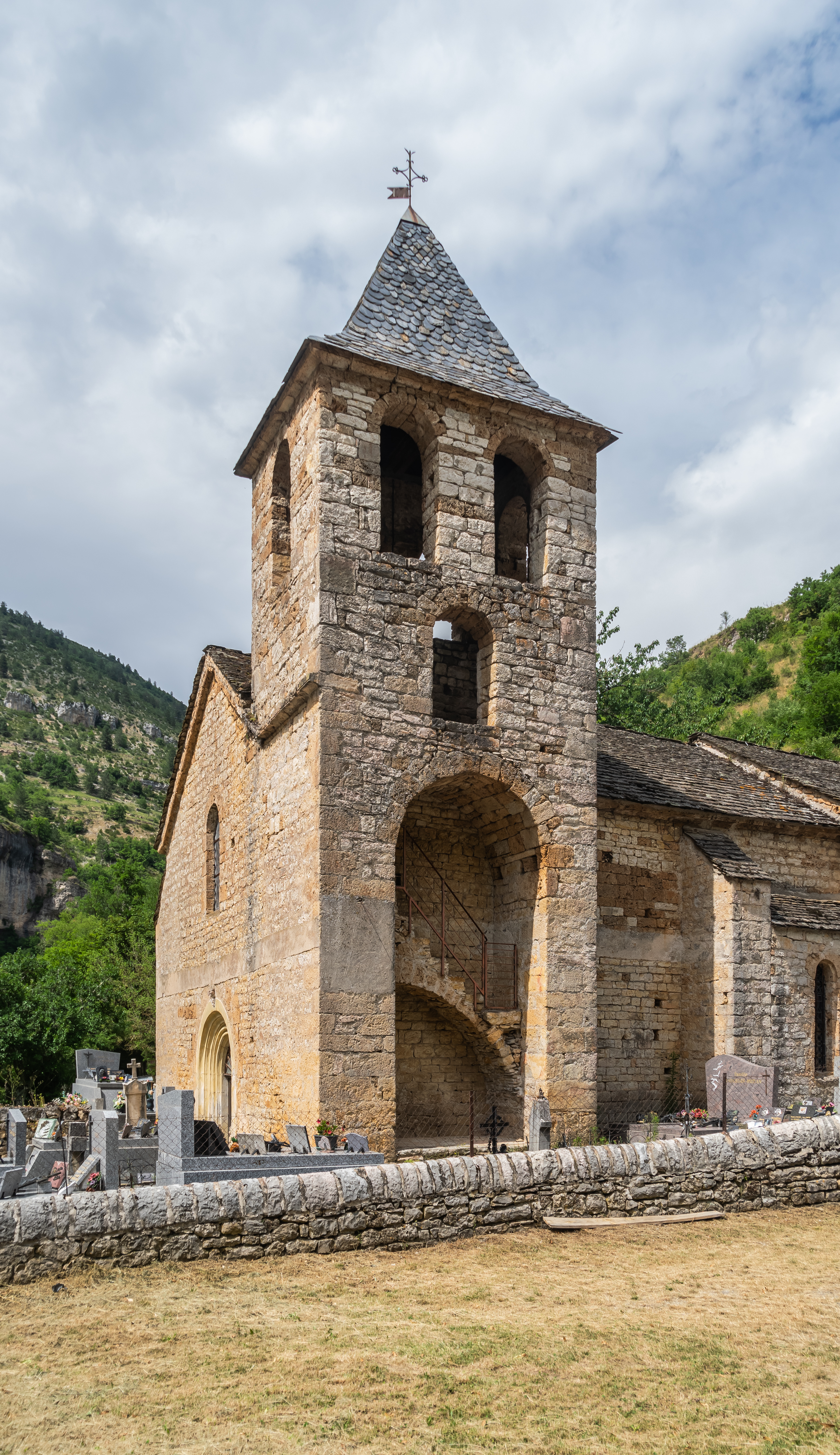
Kostel Notre-Dame-de-l'Assomption (Saint-Chély-du-Tarn)
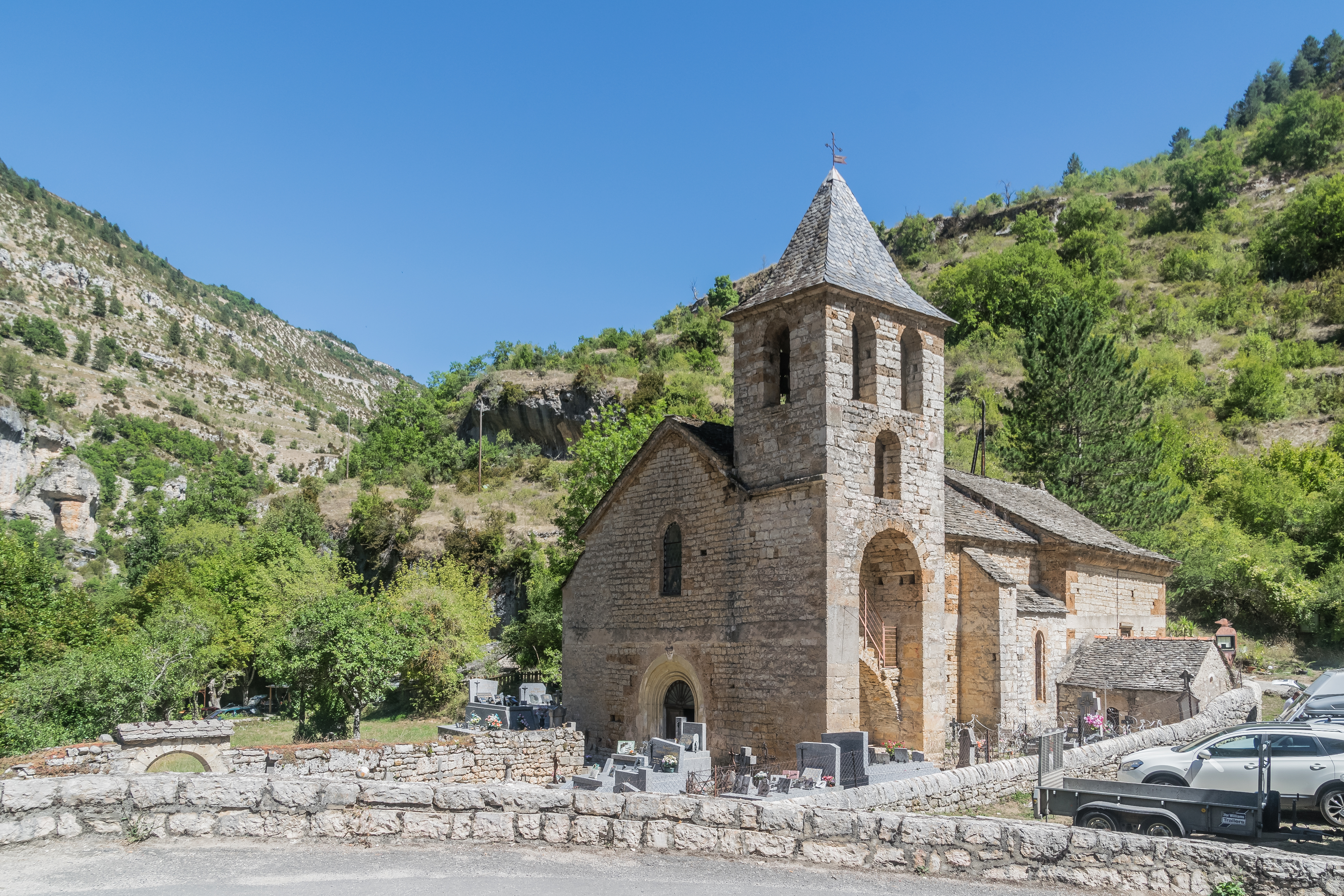
Kostel Notre-Dame-de-l'Assomption (Saint-Chély-du-Tarn)
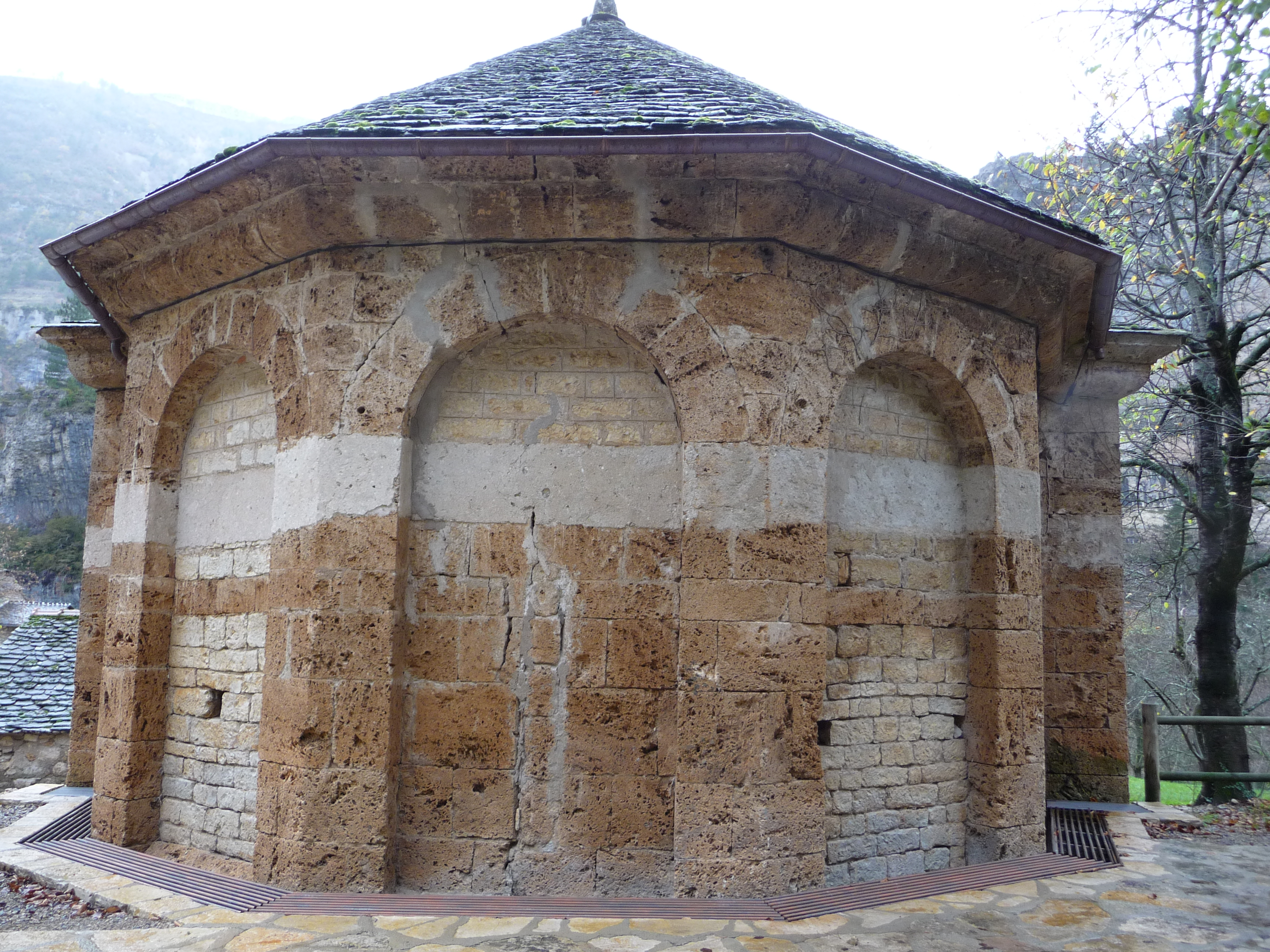
Kostel Notre-Dame-de-l'Assomption (Saint-Chély-du-Tarn)
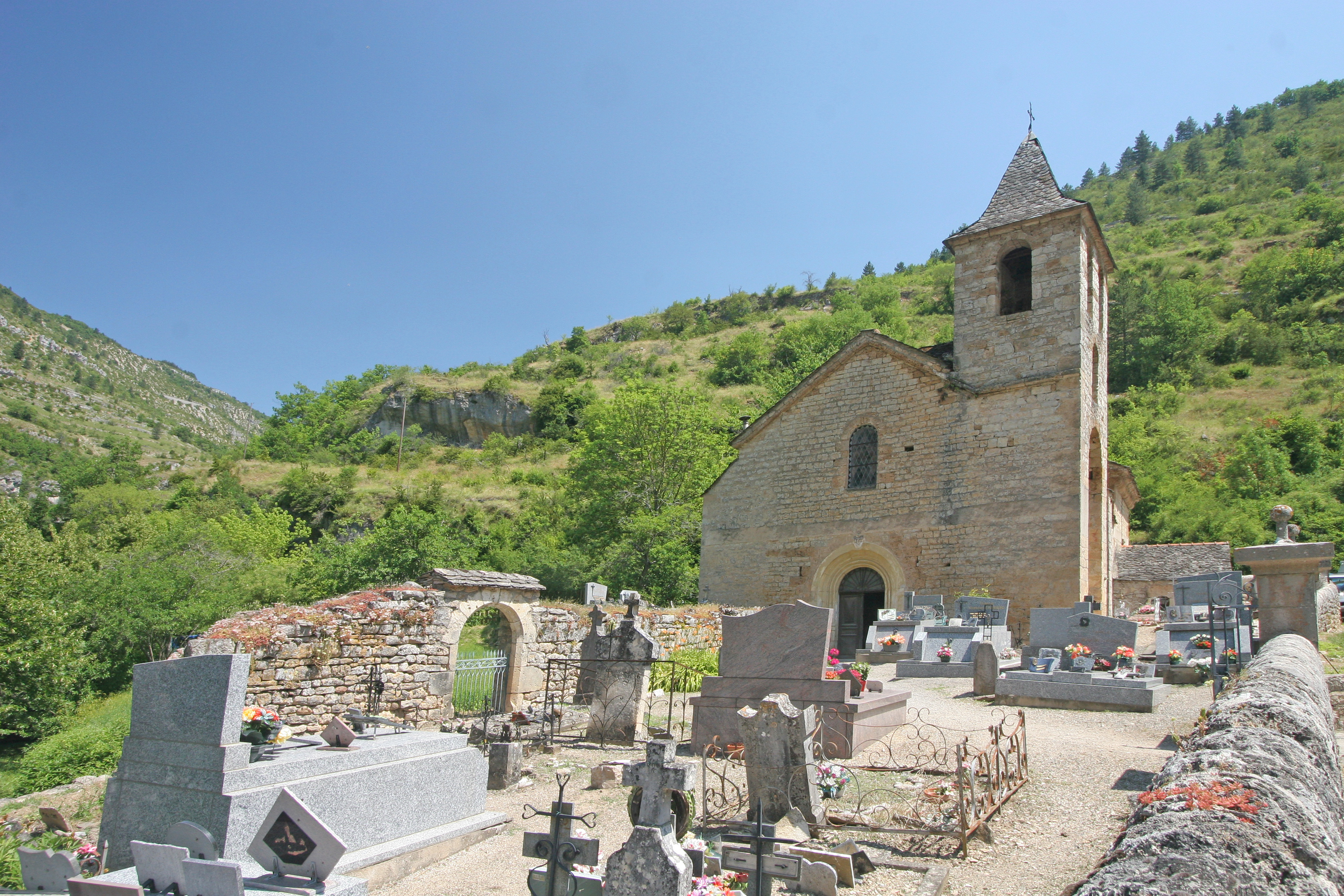
Kostel Notre-Dame-de-l'Assomption (Saint-Chély-du-Tarn)
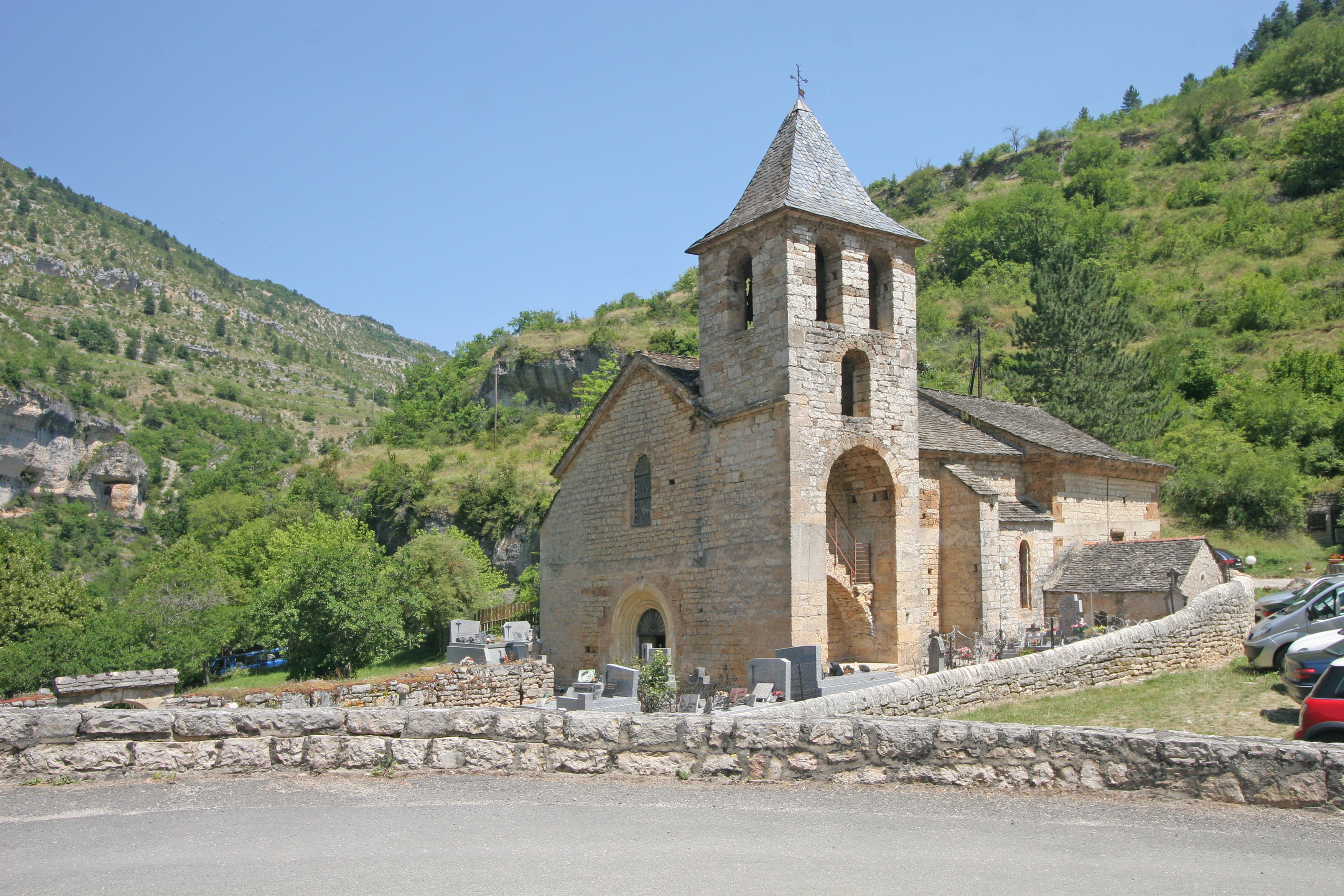
Kostel Notre-Dame-de-l'Assomption (Saint-Chély-du-Tarn)